# Werner Klatt
Werner Klatt (21 de diciembre de 1948-3 de abril de 2022) fue un deportista de la RDA que compitió en remo.
Participó en los Juegos Olímpicos de Montreal 1976, obteniendo una medalla de oro en la prueba de ocho con timonel. Ganó dos medallas en el Campeonato Mundial de Remo, en los años 1970 y 1975, y tres medallas en el Campeonato Europeo de Remo entre los años 1969 y 1973.

## Palmarés internacional
| Juegos Olímpicos   | Juegos Olímpicos         | Juegos Olímpicos  | Juegos Olímpicos   |
| Año                | Lugar                    | Medalla           | Prueba             |
| ------------------ | ------------------------ | ----------------- | ------------------ |
| 1976               | Montreal (Canadá)        | Medalla de oro    | Ocho con timonel   |
| Campeonato Mundial |                          |                   |                    |
| Año                | Lugar                    | Medalla           | Prueba             |
| 1970               | St. Catharines (Canadá)  | Medalla de oro    | Dos sin timonel    |
| 1975               | Nottingham (Reino Unido) | Medalla de oro    | Ocho con timonel   |
| Campeonato Europeo |                          |                   |                    |
| Año                | Lugar                    | Medalla           | Prueba             |
| 1969               | Klagenfurt (Austria)     | Medalla de bronce | Cuatro sin timonel |
| 1971               | Copenhague (Dinamarca)   | Medalla de oro    | Dos sin timonel    |
| 1973               | Moscú (URSS)             | Medalla de oro    | Ocho con timonel   |